# Temporada da NBA de 2018–19

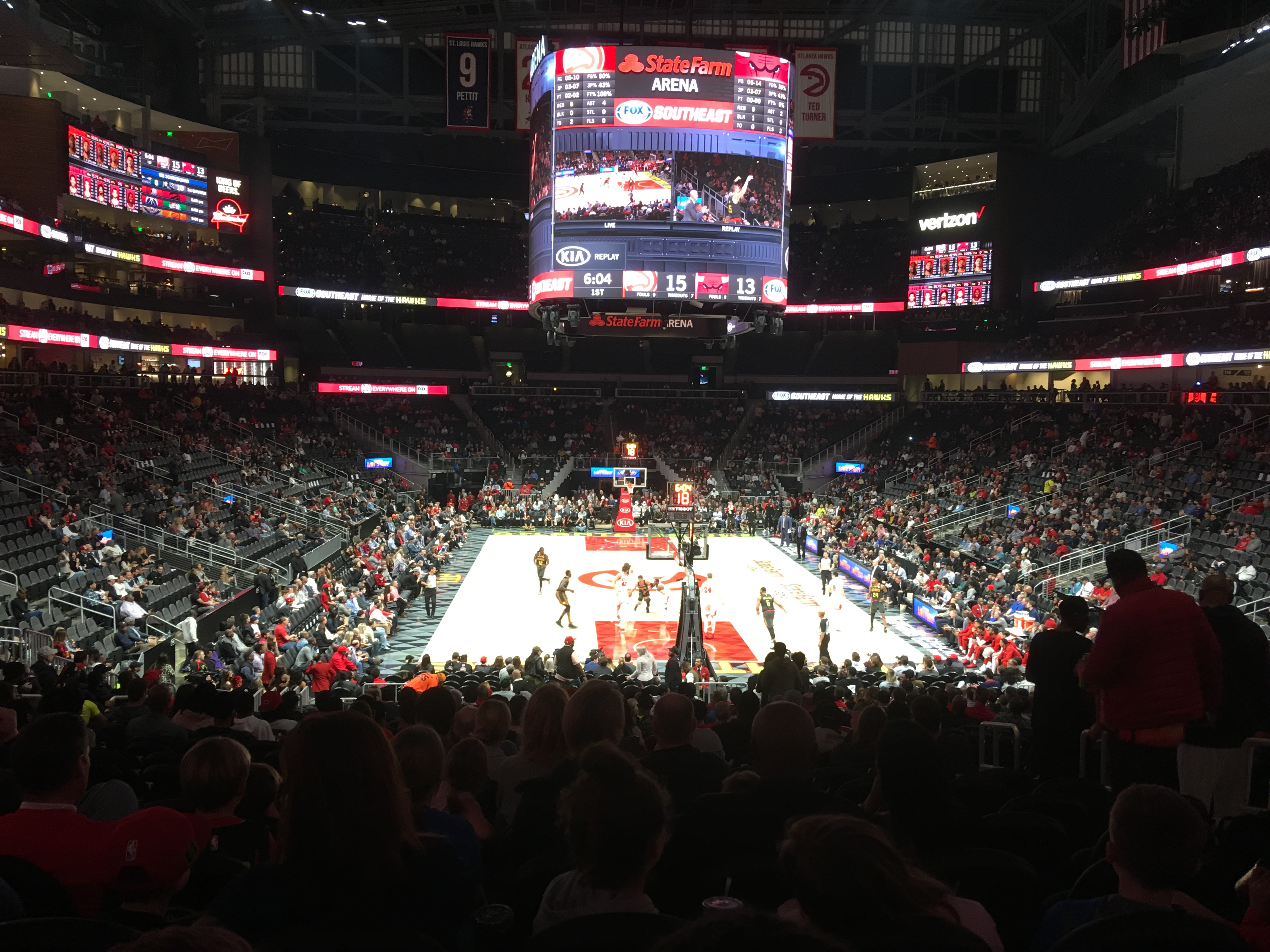
Arena do Chicago Bulls

A Temporada da NBA de 2018–19 foi a 73ª temporada da National Basketball Association (NBA). A temporada regular começou em 16 de outubro de 2018, e terminou em 10 de abril de 2019. Os playoffs começaram logo a seguir, em 13 de abril e terminaram em 25 de maio, com as Finais da NBA a acontecerem entre 30 de maio à 13 de junho. O Jogo das Estrelas foi jogado em 17 de fevereiro de 2019, no Spectrum Center, em Charlotte, Carolina do Norte.

## Transferências

### Reforma
- A 10 de Maio de 2018, Nick Collison , anunciou a sua aposentadoria da NBA. Collison jogou todas as suas 15 temporadas com a franquia Seattle SuperSonics/Oklahoma City Thunder.[2]
- A 25 de Maio de 2018, depois de jogar 13 temporadas na NBA por sete equipes, Mo Williams anunciou a sua aposentadoria da NBA, para assumir o cargo de treinador-adjunto na Universidade de Cal State Northridge.[3]
- A 17 de Julho de 2018, depois de jogar 10 temporadas na NBA por quatro equipes, Roy Hibbert anunciou a sua aposentadoria da NBA.[4]

### Free agency
O período de Free agency, irá começar no dia 1 de Julho. Os jogadores poderão começar a assinar contratos a partir do dia 6 de Julho.

### Alterações no comando técnico
| Defeso            | Defeso                | Defeso           |
| Equipa            | 2017-18               | 2018-19          |
| ----------------- | --------------------- | ---------------- |
| Atlanta Hawks     | Mike Budenholzer      | Lloyd Pierce     |
| Charlotte Hornets | Steve Clifford        | James Borrego    |
| Detroit Pistons   | Stan Van Gundy        | Dwane Casey      |
| Milwaukee Bucks   | Joe Prunty (interino) | Mike Budenholzer |
| New York Knicks   | Jeff Hornacek         | David Fizdale    |
| Orlando Magic     | Frank Vogel           | Steve Clifford   |
| Phoenix Suns      | Jay Triano (interino) | Igor Kokoškov    |
| Toronto Raptors   | Dwane Casey           | Nick Nurse       |

#### Defeso
- A 12 de Abril de 2018, os New York Knicks demitiram o treinador Jeff Hornacek depois da equipa não alcançar os playoffs.[5] O Treinador-adjunto Kurt Rambis também foi demitido.
- A 12 de Abril de 2018, os Orlando Magic demitiram o treinador Frank Vogel depois da equipa não alcançar os playoffs.[6]
- A 13 de Abril de 2018, os Charlotte Hornets demitiram o treinador Steve Clifford depois da equipa não alcançar os playoffs.[7]
- A 25 de Abril de 2018, os Atlanta Hawks e Mike Budenholzer tinha mutuamente acordados os termos para a rescisão do contrato que ligava ambas as partes.[8]
- A 1 de Maio de 2018, os Memphis Grizzlies anunciaram que J. B. Bickerstaff seria o novo treinador da equipa a tempo inteiro.[9]
- A 2 de Maio de 2018, os Phoenix Suns contrataram Igor Kokoškov como treinador.[10]
- A 7 de Maio de 2018, os New York Knicks contrataram David Fizdale como treinador.[11]
- A 7 de Maio de 2018, os Detroit Pistons demitiram o treinador Stan Van Gundy depois da equipa não alcançar os playoffs pela segunda temporada consecutiva.[12]
- A 10 de Maio de 2018, os Charlotte Hornets contrataram James Borrego como treinador.[13]
- A 11 de Maio de 2018, os Toronto Raptors demitiram Dwane Casey depois da equipa perder com os Cleveland Cavaliers pela segunda vez consecutiva nos playoffs.[14]
- A 11 de Maio de 2018, os Atlanta Hawks contrataram Lloyd Pierce como treinador.[15]
- A 17 de Maio de 2018, os Milwaukee Bucks contrataram Mike Budenholzer como treinador.[16]
- A 30 de Maio de 2018, os Orlando Magic contrataram Steve Clifford como treinador.[17]
- A 11 de Junho de 2018, os Detroit Pistons contrataram Dwane Casey como treinador.[18]
- A 14 de Junho de 2018, os Toronto Raptors promoveram o treinador-adjunto Nick Nurse a treinador principal.[19]

## Pré-temporada

### Jogos internacionais
Os Dallas Mavericks e os Philadelphia 76ers vão jogar dois jogos da pré-temporada na China, em Xangai no dia 5 de Outubro e Shenzhen, a 8 de Outubro.

## Arenas
- Esta foi a última temporada dos Golden State Warriors na Oracle Arena, em Oakland, antes de se mudarem para a nova arena, o Chase Center, em San Francisco.[21]
- Esta foi a primeira temporada dos Milwaukee Bucks na nova Wisconsin Entertainment and Sports Center depois de jogarem entre 1988 e 2018 no Bradley Center.[22]
- A arena dos Toronto Raptors, o Air Canada Centre, mudou de nome para Scotiabank Arena a partir de julho de 2018.[23]

## Transmissão televisiva
Este foi o terceiro ano do atual contrato, válido por nove anos, da ABC, ESPN, TNT, e NBA TV. No dia 13 de maio de 2019, é anunciado que a Rede Bandeirantes transmite as finais do campeonato.

## Equipamentos
- Em 6 de Junho de 2018, os Denver Nuggets apresentaram o seu novo emblema e equipamento para a temporada de 2018-19.[25][26]

## Temporada regular

### Classificações
| #  | Conferência Leste      | Conferência Leste | Conferência Leste | Conferência Leste | Conferência Leste | Conferência Leste |
| #  | Time                   | V                 | D                 | PCT               | JA                | J                 |
| -- | ---------------------- | ----------------- | ----------------- | ----------------- | ----------------- | ----------------- |
| 1  | z – Milwaukee Bucks*   | 60                | 22                | .732              | 0.0               | 82                |
| 2  | y – Toronto Raptors*   | 58                | 24                | .707              | 2.0               | 82                |
| 3  | x – Philadelphia 76ers | 51                | 31                | .622              | 9.0               | 82                |
| 4  | x – Boston Celtics     | 49                | 33                | .598              | 11.0              | 82                |
| 5  | x – Indiana Pacers     | 48                | 34                | .585              | 12.0              | 82                |
| 6  | x – Brooklyn Nets      | 42                | 40                | .512              | 18.0              | 82                |
| 7  | y – Orlando Magic*     | 42                | 40                | .512              | 18.0              | 82                |
| 8  | x – Detroit Pistons    | 41                | 41                | .500              | 19.0              | 82                |
|    |                        |                   |                   |                   |                   |                   |
| 9  | Charlotte Hornets      | 39                | 43                | .476              | 21.0              | 82                |
| 10 | Miami Heat             | 39                | 43                | .476              | 21.0              | 82                |
| 11 | Washington Wizards     | 32                | 50                | .390              | 28.0              | 82                |
| 12 | Atlanta Hawks          | 29                | 53                | .354              | 31.0              | 82                |
| 13 | Chicago Bulls          | 22                | 60                | .268              | 38.0              | 82                |
| 14 | Cleveland Cavaliers    | 19                | 63                | .232              | 41.0              | 82                |
| 15 | New York Knicks        | 17                | 65                | .207              | 43.0              | 82                |

| #  | Conferência Oeste          | Conferência Oeste | Conferência Oeste | Conferência Oeste | Conferência Oeste | Conferência Oeste |
| #  | Time                       | V                 | D                 | PCT               | JA                | J                 |
| -- | -------------------------- | ----------------- | ----------------- | ----------------- | ----------------- | ----------------- |
| 1  | c – Golden State Warriors* | 57                | 25                | .695              | 0.0               | 82                |
| 2  | y – Denver Nuggets*        | 54                | 28                | .659              | 3.0               | 82                |
| 3  | x – Portland Trail Blazers | 53                | 29                | .646              | 4.0               | 82                |
| 4  | y – Houston Rockets*       | 53                | 29                | .646              | 4.0               | 82                |
| 5  | x – Utah Jazz              | 50                | 32                | .610              | 7.0               | 82                |
| 6  | x – Oklahoma City Thunder  | 49                | 33                | .598              | 8.0               | 82                |
| 7  | x – San Antonio Spurs      | 48                | 34                | .585              | 9.0               | 82                |
| 8  | x – Los Angeles Clippers   | 48                | 34                | .585              | 9.0               | 82                |
|    |                            |                   |                   |                   |                   |                   |
| 9  | Sacramento Kings           | 39                | 43                | .476              | 18.0              | 82                |
| 10 | Los Angeles Lakers         | 37                | 45                | .451              | 20.0              | 82                |
| 11 | Minnesota Timberwolves     | 36                | 46                | .439              | 21.0              | 82                |
| 12 | Memphis Grizzlies          | 33                | 49                | .402              | 24.0              | 82                |
| 13 | New Orleans Pelicans       | 33                | 49                | .402              | 24.0              | 82                |
| 14 | Dallas Mavericks           | 33                | 49                | .402              | 24.0              | 82                |
| 15 | Phoenix Suns               | 19                | 63                | .232              | 38.0              | 82                |

Notas
- z – Ganhou a vantagem de decidir os jogos em casa durante os playoffs.
- c – Ganhou a vantagem de decidir em casa até a decisão de conferência dos playoffs.
- y – Ganhou o título da divisão.
- x – Conquistou vaga para os playoffs.
- * – Líder da divisão.

## Pós-temporada
Os playoffs começaram no dia 13 de abril de 2019.
|  | Primeira rodada   | Primeira rodada        | Primeira rodada |                        |   | Semifinais de Conferência | Semifinais de Conferência | Semifinais de Conferência |  |  | Finais de Conferência | Finais de Conferência | Finais de Conferência |  |  | Finais da NBA | Finais da NBA | Finais da NBA |  |
|  |                   |                        |                 |                        |   |                           |                           |                           |  |  |                       |                       |                       |  |  |               |               |               |  |
|  | 1                 | Milwaukee Bucks*       | 4               |                        |   |                           |                           |                           |  |  |                       |                       |                       |  |  |               |               |               |  |
|  | 1                 | Milwaukee Bucks*       | 4               |                        |   |                           |                           |                           |  |  |                       |                       |                       |  |  |               |               |               |  |
|  | 8                 | Detroit Pistons        | 0               |                        |   |                           |                           |                           |  |  |                       |                       |                       |  |  |               |               |               |  |
|  | 8                 | Detroit Pistons        | 0               |                        | 1 | Milwaukee Bucks*          | 4                         |                           |  |  |                       |                       |                       |  |  |               |               |               |  |
|  |                   |                        |                 |                        | 1 | Milwaukee Bucks*          | 4                         |                           |  |  |                       |                       |                       |  |  |               |               |               |  |
|  |                   |                        | 4               | Boston Celtics         | 1 |                           |                           |                           |  |  |                       |                       |                       |  |  |               |               |               |  |
|  | 4                 | Boston Celtics         | 4               | Boston Celtics         | 1 | 4                         |                           |                           |  |  |                       |                       |                       |  |  |               |               |               |  |
|  | 4                 | Boston Celtics         |                 |                        |   |                           |                           |                           |  |  |                       |                       |                       |  |  |               |               |               |  |
|  | 5                 | Indiana Pacers         | 0               |                        |   |                           |                           |                           |  |  |                       |                       |                       |  |  |               |               |               |  |
|  | 5                 | Indiana Pacers         | 0               |                        | 1 | Milwaukee Bucks*          | 2                         |                           |  |  |                       |                       |                       |  |  |               |               |               |  |
|  | Conferência Leste |                        |                 |                        | 1 | Milwaukee Bucks*          | 2                         |                           |  |  |                       |                       |                       |  |  |               |               |               |  |
|  |                   |                        | 2               | Toronto Raptors*       | 4 |                           |                           |                           |  |  |                       |                       |                       |  |  |               |               |               |  |
|  | 3                 | Philadelphia 76ers     | 2               | Toronto Raptors*       | 4 | 4                         |                           |                           |  |  |                       |                       |                       |  |  |               |               |               |  |
|  | 3                 | Philadelphia 76ers     |                 |                        |   |                           |                           |                           |  |  |                       |                       |                       |  |  |               |               |               |  |
|  | 6                 | Brooklyn Nets          | 1               |                        |   |                           |                           |                           |  |  |                       |                       |                       |  |  |               |               |               |  |
|  | 6                 | Brooklyn Nets          | 1               |                        | 3 | Philadelphia 76ers        | 3                         |                           |  |  |                       |                       |                       |  |  |               |               |               |  |
|  |                   |                        |                 |                        | 3 | Philadelphia 76ers        | 3                         |                           |  |  |                       |                       |                       |  |  |               |               |               |  |
|  |                   |                        | 2               | Toronto Raptors*       | 4 |                           |                           |                           |  |  |                       |                       |                       |  |  |               |               |               |  |
|  | 2                 | Toronto Raptors*       | 2               | Toronto Raptors*       | 4 | 4                         |                           |                           |  |  |                       |                       |                       |  |  |               |               |               |  |
|  | 2                 | Toronto Raptors*       |                 |                        |   |                           |                           |                           |  |  |                       |                       |                       |  |  |               |               |               |  |
|  | 7                 | Orlando Magic*         | 1               |                        |   |                           |                           |                           |  |  |                       |                       |                       |  |  |               |               |               |  |
|  | 7                 | Orlando Magic*         | 1               |                        | 2 | Toronto Raptors*          | 4                         |                           |  |  |                       |                       |                       |  |  |               |               |               |  |
|  |                   |                        |                 |                        |   |                           |                           |                           |  |  |                       |                       |                       |  |  |               |               |               |  |
|  |                   |                        | 1               | Golden State Warriors  | 2 |                           |                           |                           |  |  |                       |                       |                       |  |  |               |               |               |  |
|  | 1                 | Golden State Warriors* | 1               | Golden State Warriors  | 2 | 4                         |                           |                           |  |  |                       |                       |                       |  |  |               |               |               |  |
|  | 1                 | Golden State Warriors* |                 |                        |   |                           |                           |                           |  |  |                       |                       |                       |  |  |               |               |               |  |
|  | 8                 | Los Angeles Clippers   | 2               |                        |   |                           |                           |                           |  |  |                       |                       |                       |  |  |               |               |               |  |
|  | 8                 | Los Angeles Clippers   | 2               |                        | 1 | Golden State Warriors*    | 4                         |                           |  |  |                       |                       |                       |  |  |               |               |               |  |
|  |                   |                        |                 |                        | 1 | Golden State Warriors*    | 4                         |                           |  |  |                       |                       |                       |  |  |               |               |               |  |
|  |                   |                        | 4               | Houston Rockets        | 2 |                           |                           |                           |  |  |                       |                       |                       |  |  |               |               |               |  |
|  | 4                 | Houston Rockets*       | 4               | Houston Rockets        | 2 | 4                         |                           |                           |  |  |                       |                       |                       |  |  |               |               |               |  |
|  | 4                 | Houston Rockets*       |                 |                        |   |                           |                           |                           |  |  |                       |                       |                       |  |  |               |               |               |  |
|  | 5                 | Utah Jazz              | 1               |                        |   |                           |                           |                           |  |  |                       |                       |                       |  |  |               |               |               |  |
|  | 5                 | Utah Jazz              | 1               |                        | 1 | Golden State Warriors*    | 4                         |                           |  |  |                       |                       |                       |  |  |               |               |               |  |
|  | Conferência Oeste |                        |                 |                        | 1 | Golden State Warriors*    | 4                         |                           |  |  |                       |                       |                       |  |  |               |               |               |  |
|  |                   |                        | 3               | Portland Trail Blazers | 0 |                           |                           |                           |  |  |                       |                       |                       |  |  |               |               |               |  |
|  | 3                 | Portland Trail Blazers | 3               | Portland Trail Blazers | 0 | 4                         |                           |                           |  |  |                       |                       |                       |  |  |               |               |               |  |
|  | 3                 | Portland Trail Blazers |                 |                        |   |                           |                           |                           |  |  |                       |                       |                       |  |  |               |               |               |  |
|  | 6                 | Oklahoma City Thunder  | 1               |                        |   |                           |                           |                           |  |  |                       |                       |                       |  |  |               |               |               |  |
|  | 6                 | Oklahoma City Thunder  | 1               |                        | 3 | Portland Trail Blazers    | 4                         |                           |  |  |                       |                       |                       |  |  |               |               |               |  |
|  |                   |                        |                 |                        | 3 | Portland Trail Blazers    | 4                         |                           |  |  |                       |                       |                       |  |  |               |               |               |  |
|  |                   |                        | 2               | Denver Nuggets*        | 3 |                           |                           |                           |  |  |                       |                       |                       |  |  |               |               |               |  |
|  | 2                 | Denver Nuggets*        | 2               | Denver Nuggets*        | 3 | 4                         |                           |                           |  |  |                       |                       |                       |  |  |               |               |               |  |
|  | 2                 | Denver Nuggets*        |                 |                        |   |                           |                           |                           |  |  |                       |                       |                       |  |  |               |               |               |  |
|  | 7                 | San Antonio Spurs      | 2               |                        |   |                           |                           |                           |  |  |                       |                       |                       |  |  |               |               |               |  |

*: Campeão de divisão

Itálico: Time com vantagem de decidir a série em casa.

### Primeira rodada

#### Conferência Leste
| # | Time             | 1   | 2   | 3   | 4   | 5 | 6 | 7 |   |
| - | ---------------- | --- | --- | --- | --- | - | - | - | - |
| 1 | Milwaukee Bucks* | 121 | 120 | 119 | 127 |   |   |   | 4 |
| 8 | Detroit Pistons  | 86  | 99  | 103 | 104 |   |   |   | 0 |

| # | Time               | 1   | 2   | 3   | 4   | 5   | 6 | 7 |   |
| - | ------------------ | --- | --- | --- | --- | --- | - | - | - |
| 3 | Philadelphia 76ers | 102 | 145 | 131 | 112 | 122 |   |   | 4 |
| 6 | Brooklyn Nets      | 111 | 123 | 115 | 108 | 100 |   |   | 1 |

| # | Time             | 1   | 2   | 3  | 4   | 5   | 6 | 7 |   |
| - | ---------------- | --- | --- | -- | --- | --- | - | - | - |
| 2 | Toronto Raptors* | 101 | 111 | 98 | 107 | 115 |   |   | 4 |
| 7 | Orlando Magic*   | 104 | 82  | 93 | 85  | 96  |   |   | 1 |

| # | Time           | 1  | 2  | 3   | 4   | 5 | 6 | 7 |   |
| - | -------------- | -- | -- | --- | --- | - | - | - | - |
| 4 | Boston Celtics | 84 | 99 | 104 | 110 |   |   |   | 4 |
| 5 | Indiana Pacers | 74 | 91 | 96  | 106 |   |   |   | 0 |

#### Conferência Oeste
| # | Time                   | 1   | 2   | 3   | 4   | 5   | 6   | 7 |   |
| - | ---------------------- | --- | --- | --- | --- | --- | --- | - | - |
| 1 | Golden State Warriors* | 121 | 131 | 132 | 113 | 121 | 129 |   | 4 |
| 8 | Los Angeles Clippers   | 104 | 135 | 105 | 105 | 129 | 110 |   | 2 |

| # | Time                   | 1   | 2   | 3   | 4   | 5   | 6 | 7 |   |
| - | ---------------------- | --- | --- | --- | --- | --- | - | - | - |
| 3 | Portland Trail Blazers | 104 | 114 | 108 | 111 | 118 |   |   | 4 |
| 6 | Oklahoma City Thunder  | 99  | 94  | 120 | 98  | 115 |   |   | 1 |

| # | Time              | 1   | 2   | 3   | 4   | 5   | 6   | 7  |   |
| - | ----------------- | --- | --- | --- | --- | --- | --- | -- | - |
| 2 | Denver Nuggets*   | 96  | 114 | 108 | 117 | 108 | 103 | 90 | 4 |
| 7 | San Antonio Spurs | 101 | 105 | 118 | 103 | 90  | 120 | 86 | 3 |

| # | Time             | 1   | 2   | 3   | 4   | 5   | 6 | 7 |   |
| - | ---------------- | --- | --- | --- | --- | --- | - | - | - |
| 4 | Houston Rockets* | 122 | 118 | 104 | 91  | 100 |   |   | 4 |
| 5 | Utah Jazz        | 90  | 98  | 101 | 107 | 93  |   |   | 1 |

### Semifinais de Conferência

#### Conferência Leste
| # | Time             | 1   | 2   | 3   | 4   | 5   | 6 | 7 |   |
| - | ---------------- | --- | --- | --- | --- | --- | - | - | - |
| 1 | Milwaukee Bucks* | 90  | 123 | 123 | 113 | 116 |   |   | 4 |
| 4 | Boston Celtics   | 112 | 102 | 116 | 101 | 91  |   |   | 1 |

| # | Time               | 1   | 2  | 3   | 4   | 5   | 6   | 7  |   |
| - | ------------------ | --- | -- | --- | --- | --- | --- | -- | - |
| 2 | Toronto Raptors*   | 108 | 89 | 95  | 101 | 125 | 101 | 92 | 4 |
| 3 | Philadelphia 76ers | 95  | 94 | 116 | 96  | 89  | 112 | 90 | 3 |

#### Conferência Oeste
| # | Time                   | 1   | 2   | 3   | 4   | 5   | 6   | 7 |   |
| - | ---------------------- | --- | --- | --- | --- | --- | --- | - | - |
| 1 | Golden State Warriors* | 104 | 115 | 121 | 108 | 104 | 118 |   | 4 |
| 4 | Houston Rockets        | 100 | 109 | 126 | 112 | 99  | 113 |   | 2 |

| # | Time                   | 1   | 2  | 3   | 4   | 5   | 6   | 7   |   |
| - | ---------------------- | --- | -- | --- | --- | --- | --- | --- | - |
| 2 | Denver Nuggets*        | 121 | 90 | 137 | 116 | 124 | 108 | 96  | 3 |
| 3 | Portland Trail Blazers | 113 | 97 | 140 | 112 | 98  | 119 | 100 | 4 |

### Finais de Conferência
| # | Time             | 1   | 2   | 3   | 4   | 5   | 6   | 7 |   |
| - | ---------------- | --- | --- | --- | --- | --- | --- | - | - |
| 1 | Milwaukee Bucks* | 108 | 125 | 112 | 102 | 99  | 94  |   | 2 |
| 2 | Toronto Raptors  | 100 | 103 | 118 | 120 | 105 | 100 |   | 4 |

| # | Time                   | 1   | 2   | 3   | 4   | 5 | 6 | 7 |   |
| - | ---------------------- | --- | --- | --- | --- | - | - | - | - |
| 1 | Golden State Warriors* | 116 | 114 | 110 | 119 |   |   |   | 4 |
| 3 | Portland Trail Blazers | 94  | 111 | 99  | 117 |   |   |   | 0 |

| \| # \| Time \| 1 \| 2 \| 3 \| 4 \| 5 \| 6 \| 7 \| \| \| - \| ---------------------- \| --- \| --- \| --- \| --- \| --- \| --- \| - \| - \| \| 2 \| Toronto Raptors* \| 118 \| 104 \| 123 \| 105 \| 105 \| 114 \| \| 4 \| \| 1 \| Golden State Warriors* \| 109 \| 109 \| 109 \| 92 \| 106 \| 110 \| \| 2 \| |                        |     |     |     |     |     |     |   |   |
| # | Time                   | 1   | 2   | 3   | 4   | 5   | 6   | 7 |   |
| 2 | Toronto Raptors*       | 118 | 104 | 123 | 105 | 105 | 114 |   | 4 |
| 1 | Golden State Warriors* | 109 | 109 | 109 | 92  | 106 | 110 |   | 2 |

## Prêmios

### Anuais
| Prêmio                                   | Pessoa (s)                              | Finalistas                                                                  |
| ---------------------------------------- | --------------------------------------- | --------------------------------------------------------------------------- |
| Most Valuable Player                     | Giannis Antetokounmpo (Milwaukee Bucks) | Paul George (Oklahoma City Thunder) James Harden (Houston Rockets)          |
| NBA Finals Most Valuable Player          | Kawhi Leonard (Toronto Raptors)         |                                                                             |
| Defensive Player of the Year             | Rudy Gobert (Utah Jazz)                 | Giannis Antetokounmpo (Milwaukee Bucks) Paul George (Oklahoma City Thunder) |
| Rookie of the Year                       | Luka Dončić (Dallas Mavericks)          | Deandre Ayton (Phoenix Suns) Trae Young (Atlanta Hawks)                     |
| Sixth Man of the Year                    | Lou Williams (Los Angeles Clippers)     | Montrezl Harrell (Los Angeles Clippers) Domantas Sabonis (Indiana Pacers)   |
| Most Improved Player                     | Pascal Siakam (Toronto Raptors)         | De'Aaron Fox (Sacramento Kings) D'Angelo Russell (Brooklyn Nets)            |
| Coach of the Year                        | Mike Budenholzer (Milwaukee Bucks)      | Michael Malone (Denver Nuggets) Doc Rivers (Los Angeles Clippers)           |
| Executive of the Year                    | Jon Horst (Milwaukee Bucks)             |                                                                             |
| NBA Sportsmanship Award                  | Mike Conley (Memphis Grizzlies)         |                                                                             |
| J. Walter Kennedy Citizenship Award      | Damian Lillard (Portland Trail Blazers) |                                                                             |
| Twyman–Stokes Teammate of the Year Award | Mike Conley (Memphis Grizzlies)         |                                                                             |
| Community Assist Award                   | Bradley Beal (Washington Wizards)       |                                                                             |

| - All-NBA First Team: - F Giannis Antetokounmpo, Milwaukee Bucks - F Paul George, Oklahoma City Thunder - C Nikola Jokić, Denver Nuggets - G Stephen Curry, Golden State Warriors - G James Harden, Houston Rockets | - All-NBA Second Team: - F Kevin Durant, Golden State Warriors - F Kawhi Leonard, Toronto Raptors - C Joel Embiid, Philadelphia 76ers - G Damian Lillard, Portland Trail Blazers - G Kyrie Irving, Boston Celtics | - All-NBA Third Team: - F LeBron James, Los Angeles Lakers - F Blake Griffin, Detroit Pistons - C Rudy Gobert, Utah Jazz - G Kemba Walker, Charlotte Hornets - G Russell Westbrook, Oklahoma City Thunder |

| - NBA All-Defensive First Team: - F Giannis Antetokounmpo, Milwaukee Bucks - F Paul George, Oklahoma City Thunder - C Rudy Gobert, Utah Jazz - G Eric Bledsoe, Milwaukee Bucks - G Marcus Smart, Boston Celtics | - NBA All-Defensive Second Team: - F Draymond Green, Golden State Warriors - F Kawhi Leonard, Toronto Raptors - C Joel Embiid, Philadelphia 76ers - G Klay Thompson, Golden State Warriors - G Jrue Holiday, New Orleans Pelicans |

| - NBA All-Rookie First Team: - Deandre Ayton, Phoenix Suns - Marvin Bagley III, Sacramento Kings - Luka Dončić, Dallas Mavericks - Jaren Jackson Jr., Memphis Grizzlies - Trae Young, Atlanta Hawks | - NBA All-Rookie Second Team: - Shai Gilgeous-Alexander, Los Angeles Clippers - Collin Sexton, Cleveland Cavaliers - Landry Shamet, Los Angeles Clippers - Mitchell Robinson, New York Knicks - Kevin Huerter, Atlanta Hawks |